# Долхештій-Марі
Долхештій-Марі (рум. Dolheștii Mari) — село у повіті Сучава в Румунії. Адміністративний центр комуни Долхешть.
Село розташоване на відстані 336 км на північ від Бухареста, 29 км на південний схід від Сучави, 88 км на захід від Ясс.

## Населення
За даними перепису населення 2002 року у селі проживали 1875 осіб, з них 1874 особи (99,9%) румунів. Усі жителі села рідною мовою назвали румунську.